# Mesnilius portentosa
Mesnilius portentosa là một loài ruồi trong họ Tachinidae.